# Cálculo mental. En la escuela pública S. A. Rachinski
Cálculo mental. En la escuela pública S. A. Rachinski (en ruso: Устный счёт. В народной школе С. А. Рачинского) es un cuadro del artista ruso Nikolái Bogdanov-Belski (1868-1945), una de sus obras más conocidas, fechada en 1895.

## Descripción
El cuadro representa una escuela rural con paredes de madera de finales del siglo XIX, durante una clase de aritmética, en el momento de la posible o probable resolución de un problema. El maestro es una persona real, cuyo nombre era Serguéi Rachinski (1833-1902), botánico y matemático, profesor de la Universidad Estatal de Moscú. Bajo la influencia del movimiento populista conocido como Naródnik, Rachinski regresó a su pueblo natal de Tatevo, en la gobernación de Tver, en 1872 y allí estableció una escuela dormitorio para niños campesinos. Allí desarrolló un método único de enseñanza del cálculo mental, inculcando a los niños los principios fundamentales del pensamiento matemático. Bogdanov-Belski le dedicó este cuadro, ya que en su juventud fue alumno del propio Rachinski, donde capturó la atmósfera creativa que allí reinaba.
En la pizarra está escrito un cálculo que los estudiantes deben resolver :

## Resolución del problema
Los datos escritos en la pizarra tienen una propiedad interesante :
{\displaystyle 10^{2}+11^{2}+12^{2}+13^{2}+14^{2}=10^{2}+(10+1)^{2}+(10+2)^{2}+(10+3)^{2}+(10+4)^{2}}
{\displaystyle =10^{2}+(10^{2}+2\cdot 10\cdot 1+1^{2})+(10^{2}+2\cdot 10\cdot 2+2^{2})+(10^{2}+2\cdot 10\cdot 3+3^{2})+(10^{2}+2\cdot 10\cdot 4+4^{2})}
{\displaystyle =5\cdot 100+2\cdot 10\cdot (1+2+3+4)+1^{2}+2^{2}+3^{2}+4^{2}=500+200+30=730=2\cdot 365}
En otras palabras el resultado es igual a 2.
Otra opción es:
{\displaystyle 10^{2}+11^{2}+12^{2}+13^{2}+14^{2}=(12-2)^{2}+(12-1)^{2}+12^{2}+(12+1)^{2}+(12+2)^{2}}
{\displaystyle =(12^{2}-2\cdot 12\cdot 2+2^{2})+(12^{2}-2\cdot 12\cdot 1+1^{2})+12^{2}+(12^{2}+2\cdot 12\cdot 2+2^{2})+(12^{2}+2\cdot 12\cdot 1+1^{2})}
{\displaystyle =12^{2}+2^{2}+12^{2}+1^{2}+12^{2}+12^{2}+1^{2}+12^{2}+2^{2}=5\cdot 12^{2}+4+1+1+4=720+10=2\cdot 365}
O simplemente:
{\displaystyle {\frac {10^{2}+11^{2}+12^{2}+13^{2}+14^{2}}{365}}\quad =\quad {\frac {100+121+144}{365}}+{\frac {169+196}{365}}\quad =\quad {\frac {365}{365}}+{\frac {365}{365}}\quad =\quad 2.}